# Cursoriinae
Cursoriinae este o subfamilie de păsări care aparține de familia Glareolidae, ordinul Charadriiformes. Păsările din această grupă sunt păsări alergătoare. Ea cuprinde genurile Cursorius, Rhinoptilus și Smutsornis, cu 9 specii, iar genul Pluvianus cuprinde numai o specie: pasărea crocodilului (Pluvianus aegyptius), o pasăre de mărimea unui graur dar cu picioare mai lungi.

## Caracteristici generale
Păsările din familia Glareolinae vânează de obicei hrana pe sol, aripile sunt lungi, ascuțite, care le ajută la alergare. Au trei degete la picioare, degetul mijlociu fiind mai lung și dezvoltat.
Pasărea crocodilului, din punctul de vedere al habitatului și comportamentului în perioada clocitului, face excepție de celelalte păsări din această grupă. Populează malurile nisipoase ale fluviilor africane, în timp ce celelalte păsări trăiesc în regiunile aride, în savane sau de deșerturi. Pasărea crocodilului depune ouăle și le va acoperi cu nisip, ceea ce va face ca puii eclozați să beneficieze de protecție.
Celelalte specii depun ouăle pe sol sau în găuri naturale în pământ. Toate speciile trăiesc în regiunile tropicale de pe glob.

## Specii
Cursorius
- Cursorius cursor – Africa și Asia
- Cursorius rufus – Sudul Africii
- Cursorius somalensis – Africa
- Cursorius temminckii – Africa
- Cursorius coromandelicus – Asia

Rhinoptilus

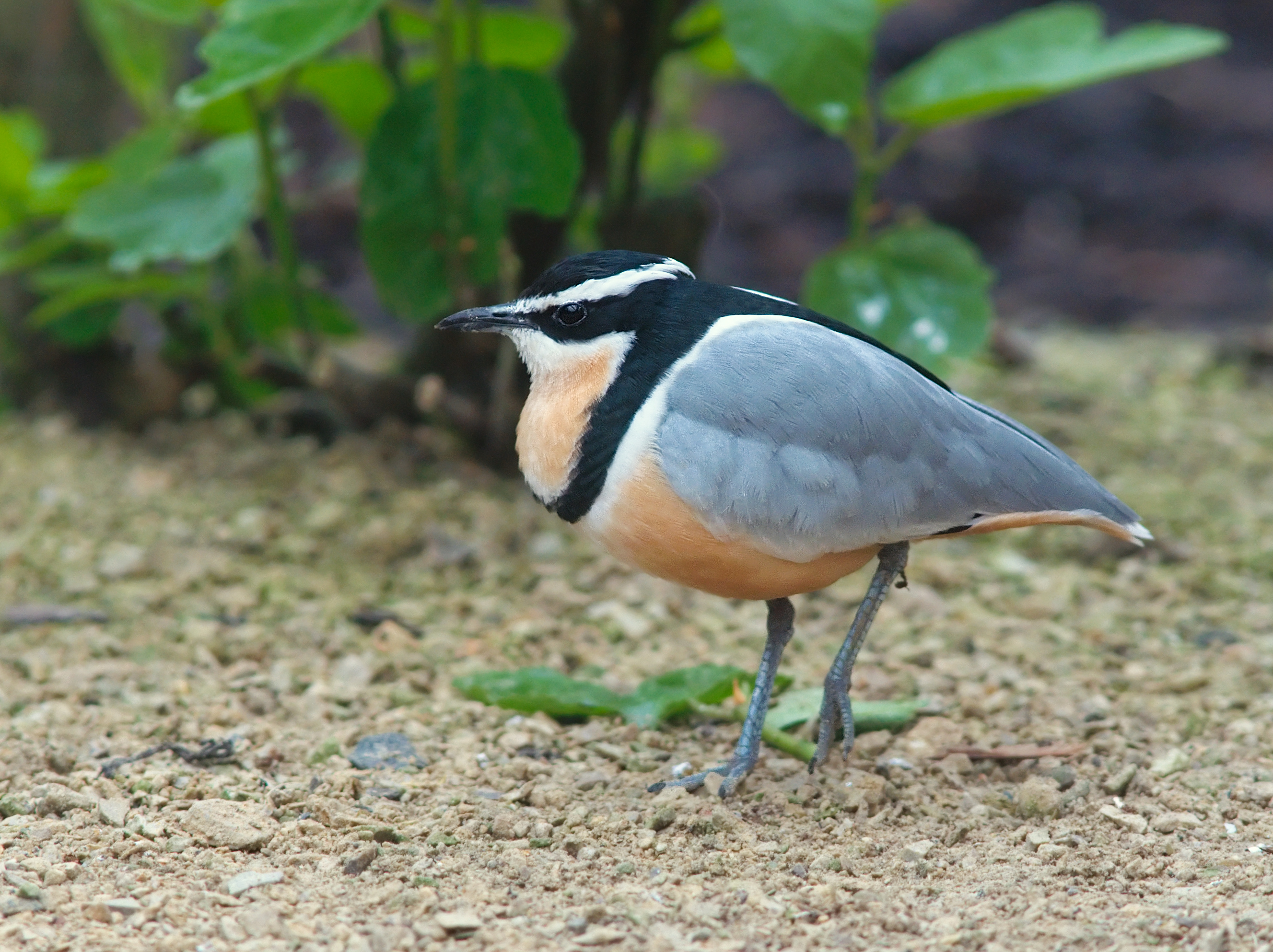
Pluvianus aegyptius

- Rhinoptilus chalcopterus – Africa
- Rhinoptilus cinctus – Africa
- Rhinoptilus bitorquatus – India

Smutsornis
- Smutsornis africanus sau Rhinoptilus africanus – Africa

Pluvianus
- Pluvianus aegyptius – Africa